# America's Next Top Model (diciottesima edizione)
La diciottesima stagione di America's Next Top Model prende il sottotitolo di British Invasion, poiché vede la partecipazione nel cast di sette ex concorrenti di Britain's Next Top Model, oltre a sette aspiranti modelle provenienti dagli Stati Uniti; è andata in onda dal 29 febbraio al 30 maggio 2012 sul canale The CW.
La vincitrice è stata Sophie Sumner, ventenne di Oxford, Inghilterra, la quale ha portato a casa un contratto di 100.000 dollari con la CoverGirl, servizio e copertina su Vogue Italia e sul magazine Extra, oltre a diventare testimonial per il profumo Dream come True e la produzione di un singolo musicale con la CBS Records.
Le destinazioni internazionali di questa stagione sono Hong Kong e Macao, e per un solo episodio Toronto, Canada; ai pannelli di giuria esordisce l'esperta di moda Kelly Cutrone, la quale si è fatta notare subito per il suo carattere piuttosto forte e le sue critiche spesso pungenti. È la prima stagione nella quale ben due concorrenti decidono di abbandonare volontariamente la gara.

## Concorrenti
| Nazione                | Concorrente          | Età1 | Provenienza               | Altezza | Show di provenienza | Posizione                  |
| ---------------------- | -------------------- | ---- | ------------------------- | ------- | ------------------- | -------------------------- |
| Regno Unito (bandiera) | Jasmia Robinson      | 24   | Londra, Inghilterra       | 174 cm  | BNTM, stagione 2    | Eliminata nell'episodio 1  |
| Stati Uniti (bandiera) | Mariah Watchman      | 20   | Pendleton, Oregon         | 178 cm  |                     | Eliminata nell'episodio 2  |
| Regno Unito (bandiera) | Louise Watts         | 25   | Essex, Inghilterra        | 175 cm  | BNTM, stagione 3    | Ritirata nell'episodio 3   |
| Stati Uniti (bandiera) | Candace Smith        | 22   | Brooklyn, New York        | 175 cm  |                     | Eliminata nell'episodio 4  |
| Regno Unito (bandiera) | Ashley Brown         | 22   | Armadale, Scozia          | 173 cm  | BNTM, stagione 5    | Eliminata nell'episodio 5  |
| Stati Uniti (bandiera) | AzMarie Livingston   | 24   | Milwaukee, Wisconsin      | 176 cm  |                     | Eliminata nell'episodio 6  |
| Stati Uniti (bandiera) | Kyle Gober           | 20   | Magnolia, Texas           | 178 cm  |                     | Eliminata nell'episodio 7  |
| Stati Uniti (bandiera) | Seymone Cohen-Fobish | 19   | Augusta, Georgia          | 180 cm  |                     | Eliminata nell'episodio 8  |
| Regno Unito (bandiera) | Catherine Thomas     | 22   | Folkestone, Inghilterra   | 175 cm  | BNTM, stagione 4    | Eliminata nell'episodio 9  |
| Stati Uniti (bandiera) | Eboni Davis          | 18   | Seattle, Washington       | 175 cm  |                     | Eliminata nell'episodio 10 |
| Regno Unito (bandiera) | Alisha White         | 20   | South London, Inghilterra | 178 cm  | BNTM, stagione 6    | Ritirata nell'episodio 10  |
| Regno Unito (bandiera) | Annaliese Dayes      | 25   | Londra, Inghilterra       | 170 cm  | BNTM, stagione 5    | Eliminata nell'episodio 11 |
| Stati Uniti (bandiera) | Laura LaFrate        | 20   | Scotia, New York          | 179 cm  |                     | Seconda classificata       |
| Regno Unito (bandiera) | Sophie Sumner        | 21   | Oxford, Inghilterra       | 175 cm  | BNTM, stagione 5    | Vincitrice                 |

 1 L'età delle concorrenti si riferisce all'anno della messa in onda del programma

## Makeover
- Alisha: Capelli rasati da un lato e lasciati lunghi dall'altro
- Annaliese: Extension ricce e voluminose
- Ashley: Taglio corto e capelli schiariti
- Azmarie: Scritta ANTM sulla parte posteriore dei capelli
- Candace: Extension
- Catherine: Capelli tinti color magenta
- Eboni: Capelli volumizzati, aggiunti colpi di sole e frangia
- Kyle: Capelli tinti color biondo cenere e frangia aggiunta
- Laura: Capelli tinti color biondo platino con aggiunta di ciocche rosse e blu
- Louise: Taglio molto corto e capelli tinti di castano
- Mariah: Frangia aggiunta
- Seymone: Volume
- Sophie: Capelli tinti color rosa confetto

## Ordine d'eliminazione
| Order | Episodi   | Episodi   | Episodi                     | Episodi   | Episodi   | Episodi   | Episodi   | Episodi   | Episodi   | Episodi   | Episodi   | Episodi | Episodi |
| Order | 1         | 2         | 3                           | 4         | 5         | 6         | 7         | 8         | 9         | 10        | 11        | 13      |         |
| ----- | --------- | --------- | --------------------------- | --------- | --------- | --------- | --------- | --------- | --------- | --------- | --------- | ------- | ------- |
| 1     | Seymone   | Laura     | AzMarie                     | AzMarie   | Eboni     | Alisha    | Sophie    | Alisha    | Laura     | Laura     | Sophie    | Sophie  |         |
| 2     | Kyle      | Ashley    | Sophie                      | Laura     | AzMarie   | Sophie    | Seymone   | Sophie    | Annaliese | Sophie    | Laura     | Laura   |         |
| 3     | Sophie    | Eboni     | Laura                       | Kyle      | Sophie    | Catherine | Eboni     | Catherine | Sophie    | Annaliese | Annaliese |         |         |
| 4     | Laura     | Catherine | Kyle                        | Catherine | Seymone   | Annaliese | Annaliese | Laura     | Eboni     | Alisha    |           |         |         |
| 5     | Catherine | Candace   | Catherine                   | Annaliese | Laura     | Seymone   | Laura     | Annaliese | Alisha    | Eboni     |           |         |         |
| 6     | Candace   | Kyle      | Seymone                     | Eboni     | Kyle      | Laura     | Catherine | Eboni     | Catherine |           |           |         |         |
| 7     | Mariah    | Sophie    | Annaliese                   | Alisha    | Alisha    | Eboni     | Alisha    | Seymone   |           |           |           |         |         |
| 8     | AzMarie   | Annaliese | Louise                      | Ashley    | Annaliese | Kyle      | Kyle      |           |           |           |           |         |         |
| 9     | Eboni     | Louise    | Alisha Ashley Candace Eboni | Sophie    | Catherine | AzMarie   |           |           |           |           |           |         |         |
| 10    | Louise    | Alisha    | Alisha Ashley Candace Eboni | Seymone   | Ashley    |           |           |           |           |           |           |         |         |
| 11    | Alisha    | AzMarie   | Alisha Ashley Candace Eboni | Candace   |           |           |           |           |           |           |           |         |         |
| 12    | Annaliese | Seymone   | Alisha Ashley Candace Eboni |           |           |           |           |           |           |           |           |         |         |
| 13    | Ashley    | Mariah    |                             |           |           |           |           |           |           |           |           |         |         |
| 14    | Jasmia    |           |                             |           |           |           |           |           |           |           |           |         |         |

- Nel 3º episodio, Louise decide di abbandonare la gara, ma il suo nome viene comunque chiamato durante la classifica; Alisha, Ashley, Candace ed Eboni vengono definite le peggiori della settimana, ma nessuna delle quattro viene eliminata.
- Nel 10º episodio, Alisha ed Eboni finiscono al ballottaggio finale, con Eboni che viene eliminata; Alisha, tra le lacrime, decide di lasciare il gioco tentando così di dare una chance all'altra concorrente. I giudici, nonostante accettino le dimissioni di Alisha, decidono di eliminare ugualmente anche Eboni.
- L'episodio 12 è il riassunto dei precedenti.

     La concorrente è stata eliminata
     La concorrente ha lasciato la gara volontariamente
     La concorrente è parte di una non eliminazione
     La concorrente ha vinto la competizione

## Servizi fotografici
- Episodio 1: Icone inglesi contro icone americane.
- Episodio 2: Figlie di Kris Jenner ai primi passi.
- Episodio 3: Campagna pubblicitaria Very.com.
- Episodio 4: In posa con cappelli inglesi su automobili americane.
- Episodio 5: Ricoperte di foglie e sciroppo d'acero.
- Episodio 6: Video musicale di gruppo Booty Tooch.
- Episodio 7: In posa su una tavola imbandita con Estelle.
- Episodio 8: Alta moda Hello Kitty.
- Episodio 9: Geishe in seta coperte da bachi.
- Episodio 10: Sospese sulla Macau Tower.
- Episodio 11: Imbottigliate nella fragranza Dream come True.
- Episodio 13: Pubblicità per CoverGirl Blast Flipstick e servizio per la copertina e l'inserto Beauty in Vogue.